# たかお鷹
たかお 鷹（たかお たか、1948年7月17日 - ）は、日本の男性俳優、声優。福岡県出身。文学座所属。 

## 経歴
法政大学卒業。1974年に文学座研究所入所、1979年に文学座の座員となる。
2000年の舞台「缶詰」で第55回文化庁芸術祭演劇部門で優秀賞を受賞し、2006年には第41回紀伊國屋演劇賞で個人賞を受賞。その翌年の舞台「殿様と私」において第62回文化庁芸術祭演劇部門で大賞と第15回読売演劇大賞優秀男優賞の2つの賞を得ている。

## 出演

### テレビドラマ
- 大河ドラマ（NHK）
  - 葵 徳川三代（2000年） - 平岡頼勝 役
  - 武蔵 MUSASHI（2003年） - 嘉平次 役
  - 麒麟がくる（2020年） - 浄実 役
  - 鎌倉殿の13人（2022年） - 岡崎義実 役
  - べらぼう〜蔦重栄華乃夢噺〜（2025年） - 丸屋小兵衛 役[9]
- 大空港 第19話「夕陽の銃撃戦! 幼い恋人が叫ぶ・その人を撃たないで!」（1978年） - 飯田連合構成員 ※鷹尾秀敏名義
- 誇りの報酬 第42話（1986年、NTV / 東宝） - 牧野一郎 役
- 事件記者冴子の殺人スクープ
- 探偵事務所
- 湯の町コンサルタント（TBS） - 西部完一 役
- 臨場 続章 第8話（テレビ朝日、2010年6月2日） - 村越英二 役
- ラッキーセブン（2012年）
- 若い人
- クロサギ（2022年） - 小田倉房一 役
- Get Ready! 第8話（2023年） - 大野理事長 役

### 映画
- 関ヶ原 - 長寿院盛淳
- 燃えよ剣（2021年10月15日公開[10]、東宝/アスミック・エース） - 井上源三郎 役[11]
- PLAN75（2022年6月17日公開、ハピネットファントム・スタジオ）- 岡部幸夫 役
- 種まく旅人〜醪のささやき〜（2025年10月10日公開予定、アークエンタテインメント）[12][13]

### 吹き替え

#### 映画
- アストロノーツ・ファーマー/庭から昇ったロケット雲（ハル〈ブルース・ダーン〉）
- イーストウッドの肖像（フォレスト・ウィテカー）※NHK-BS2版
- カレンダー・ガールズ
- 幸せの教室（マツタニ教授〈ジョージ・タケイ〉）
- TATARI タタリ（ブラックバーン）
- ダンボ（プラミシュ〈ロシャン・セス〉）
- 追跡者（ラム外交保安局局長〈パトリック・マラハイド〉）※テレビ朝日版
- バーバー
- ハリー・ポッターと賢者の石（ほとんど首無しニック）
- ハリー・ポッターと秘密の部屋（ほとんど首無しニック[14]）
- フリー・ウィリー（グレン〈マイケル・マドセン〉）※ソフト版
- フリー・ウィリー2（グレン・グリーンウッド〈マイケル・マドセン〉）※ソフト版
- ロッキー&ブルウィンクル（キャピー〈ランディ・クエイド〉）
- ロックンローラ（レニー・コール〈トム・ウィルキンソン〉）

#### ドラマ
- アリー my Love
- ER緊急救命室
  - シーズンⅧ #3 （タンジ〈マリオ・ロカッツォ〉）
  - シーズンⅩ #14（ガス・ルーマー〈J・K・シモンズ〉）
  - シーズンⅩⅡ #10（サンタ〈ロバート・ノーブル〉）
- WITHOUT A TRACE/FBI 失踪者を追え!2（デモア） #6
- クリミナル・マインド2 FBI行動分析課（ヒューズ市民） #16
- ドクター・フー（執事） #16
- HEY!レイモンド
- 名探偵モンク 3、4:#4

### 舞台
- あわれ彼女は娼婦
- アンナ・クリスティ
- エンロン
- カスパー
- 氷屋来たる
- 國語元年
- シラノ・ド・ベルジュラック
- 審判
- 殿様と私
- 眠り姫
- ハムレット
- 白夜の女騎士
- 日の浦姫物語
- ビリーとヘレン
- 踏台
- 息子ですこんにちは
- ゆれる車の音
- 月とシネマ2023[15]
- マクベス[16]